# Варна-ашрама дгарма
Варна-ашрама дгарма, Варна́шрама-дга́рма (санскр. वर्णाश्रम धर्म, Varṇāśrama dharma IAST) — ведична система розподілу суспільства на
чотири верстви (варни) і чотири уклади духовного життя (ашрами).

## Варни
Згідно системі варнашрами, суспільство поділяється на чотири варни:
- Брахмани — учителі та священики
- Кшатрії — воїни, правителі, дворяне (шляхта)
- Вайш'ї — землероби (землевласники), торгівці та підприємці
- Шудри — слуги та робітники

## Ашрами
Ведійська система ашрамів представляє собою чотири уклади духовного життя, що їх практикують у всіх основних напрямках сучасного індуїзму. Людське життя (життя душі у людському тілі, за нормальну тривалість котрого вважають 100 літ) поділяється на чотири рівних періоди по 25 літ кожний:
- Брахмачар'я — перший період життя, стадія навчання, котру учень проводить як монах, практикуючи статеве утримання та займаючись служінням ґуру, отримуючи від нього вище (духовне) знання.
- Ґріхастха — сімейне життя, робота. У цьому ашрамі виконуються пурушартхи ками та артхи. Обов'язок (дгарма) сім'янина полягяє у підтриманні своїх родителів, дітей, гостей та святих осіб (садгу).
- Ванапрастха — відхід від справ і підготовка до повного зречення від матеріального світу. У цій стадії, усі матеріальні обов'язки поступово передаються вже дорослим дітям і більше часу присвячується духовним практикам і паломництву у святі місця.
- Санн'яса — останній етап життя, стадія повного зречення від матеріального світу, котра характеризується аскетизмом та повним присвяченням себе самоусвідомленню та духовним практикам. У цьому ашрамі здійснюється необхідна підготовка до моменту смерті та досягненню мокші.[1]